# Maureen O'Hara
Maureen O'Hara (tên khai sinh là Maureen FitzSimons; ngày 17 tháng 8 năm 1920 - ngày 24 tháng 10 năm 2015) là một nữ diễn viên và ca sĩ người Ireland. Bà nổi tiếng vói mái tóc đỏ, được biết đến với những vai nữ chính sôi nổi nhưng nhạy bén, thường trong các phim viễn tây và phiêu lưu. Trong nhiều dịp, bà đã làm việc với đạo diễn John Ford và người bạn lâu năm John Wayne.
O'Hara lớn lên ở Dublin trong một gia đình Kitô giáo và khao khát trở thành diễn viên từ khi còn rất nhỏ. Bà được đào tạo tại Rathmines Theater Company từ năm 10 tuổi và tại Abbey Theater từ năm 14 tuổi. Bà được cho làm một bài kiểm tra trên màn ảnh và không đạt yêu cầu, nhưng Charles Laughton đã nhìn thấy tiềm năng và sắp xếp để bà đóng chung với ông trong phim Jamaica Inn của Alfred Hitchcock vào năm 1939. Bà chuyển đến Hollywood cùng năm để đóng bộ phim The Hunchback of Notre Dame và được RKO Pictures ký hợp đồng. Từ đó, bà tiếp tục sự nghiệp lâu dài và rất thành công, đồng thời có biệt danh "Nữ hoàng phim màu".
Bà xuất hiện trong các bộ phim như How Green Was My Valley (1941) (hợp tác lần đầu tiên với John Ford), The Black Swan with Tyrone Power (1942), The Spanish Main (1945), Sinbad the Sailor (1947), Giáng sinh kinh điển Miracle on 34th Street (1947) với John Payne và Natalie Wood, và Comanche Territory (1950). O'Hara đã thực hiện bộ phim đầu tiên của mình với John Wayne, nam diễn viên mà bà có mối quan hệ thân thiết nhất, trong Rio Grande (1950). Tiếp theo là The Quiet Man (1952), The Wings of Eagles (1957), McLintock! (1963) và Big Jake (1971). Phản ứng hóa học mạnh mẽ của bà với Wayne đến nỗi nhiều người cho rằng họ đã kết hôn hoặc đang yêu nhau. Trong những năm 1960, O'Hara ngày càng chuyển sang vai diễn bà mẹ nhiều hơn khi già đi, bà xuất hiện trong các bộ phim như The Deadly Companions (1961), The Parent Trap (1961) và The Rare Breed (1966). Bà từ giã sự nghiệp năm 1971 nhưng 20 năm sau mới quay lại để xuất hiện cùng John Candy trong Only the Lonely (1991).
Vào cuối những năm 1970, O'Hara đã giúp người chồng thứ ba Charles F. Blair, điều hành công ty kinh doanh máy bay của Jr. tại Saint Croix thuộc Quần đảo Virgin thuộc Hoa Kỳ, và biên tập một tạp chí, nhưng sau đó đã bán chúng để dành nhiều thời gian hơn ở Glengarriff tại Ireland. Bà đã kết hôn ba lần và có một con gái, Bronwyn, với người chồng thứ hai. Cuốn tự truyện, 'Tis Herself, được xuất bản vào năm 2004 và trở thành cuốn sách bán chạy nhất của Thời báo New York. Vào tháng 11 năm 2014, bà đã được trao Giải thưởng Viện Hàn lâm Danh dự với dòng chữ "Gửi Maureen O'Hara, một trong những ngôi sao sáng nhất của Hollywood, người có màn trình diễn đầy cảm hứng tỏa sáng bằng niềm đam mê, sự ấm áp và sức mạnh". Năm 2020, cô được The Irish Times xếp hạng nhất trong danh sách những diễn viên điện ảnh vĩ đại nhất của Ireland.

## Tuổi thơ và giáo dục

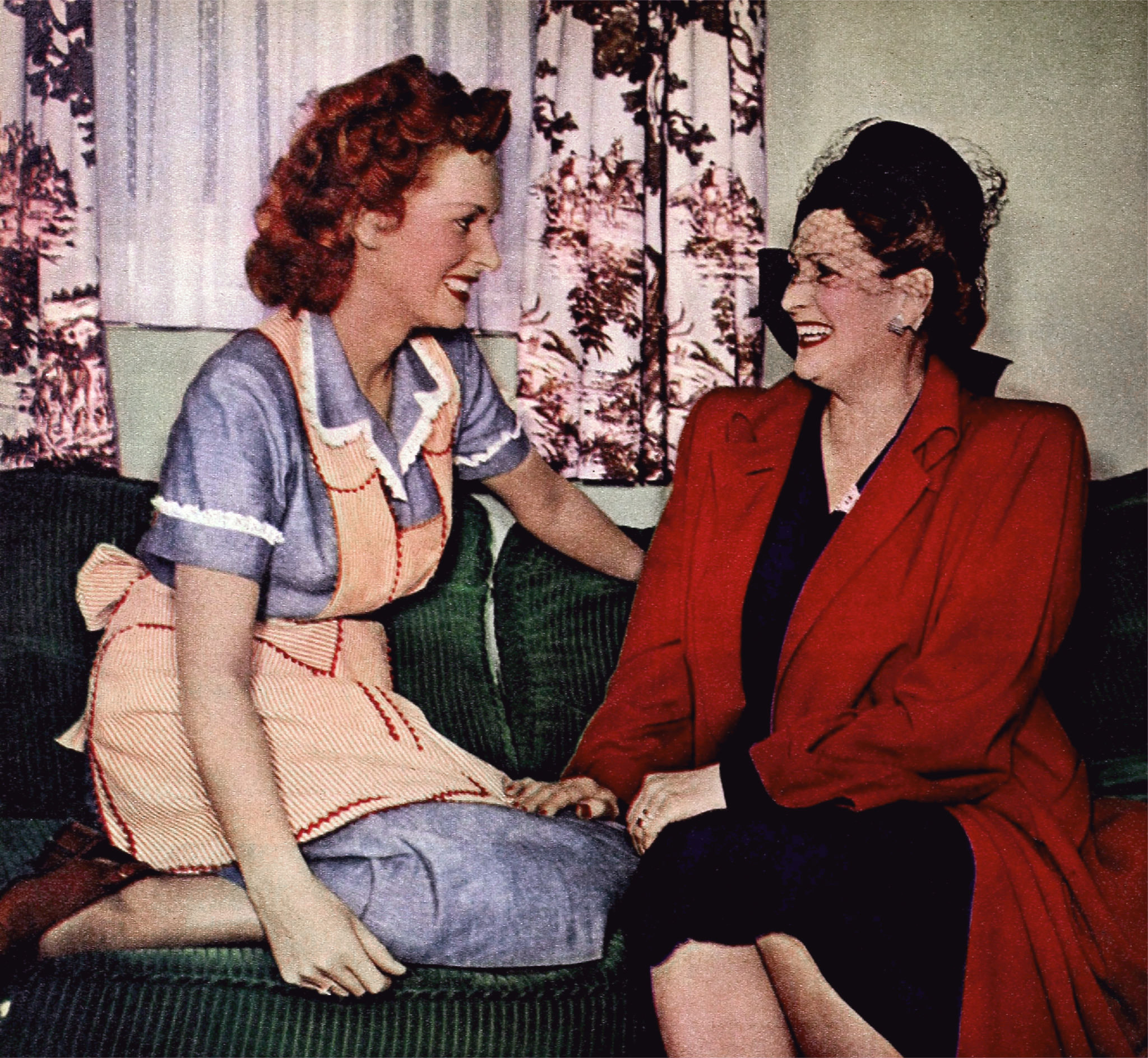
O'Hara với mẹ, Marguerite FitzSimons, vào năm 1948

Sinh ngày 17 tháng 8 năm 1920,  O'Hara bắt đầu cuộc sống với cái tên Maureen FitzSimons trên Đại lộ Beechwood ở vùng ngoại ô Dublin của Ranelagh. Cô nói rằng mình "được sinh ra trong một gia đình kỳ lạ và đáng chú ý nhất mà tôi có thể hy vọng". O'Hara là con lớn thứ hai trong số sáu người con của Charles và Marguerite (nhũ danh Lilburn) FitzSimons, và là đứa trẻ tóc đỏ duy nhất trong gia đình. Cha cô kinh doanh quần áo và mua vào Câu lạc bộ bóng đá Shamrock Rovers, một đội mà O'Hara ủng hộ từ thời thơ ấu.
Cô thừa hưởng giọng hát từ mẹ, một cựu ca sĩ opera giọng trầm và người may quần áo nữ thành công. Ở những năm trẻ tuổi bà được xem như là một trong những phụ nữ đẹp nhất Ireland. O'Hara lưu ý rằng bất cứ khi nào mẹ cô rời khỏi nhà, đàn ông sẽ rời khỏi nhà để có thể ngắm nhìn thấy bà trên đường phố. Anh chị em của O'Hara gồm Peggy, chị cả và Charles, Florrie, Margot, và Jimmy. Peggy cống hiến cuộc đời mình cho một dòng tu, trở thành Nữ tu từ thiện.
O'Hara có biệt danh "Voi con" vì là một đứa trẻ mập mạp. Là một cô gái tomboy, cô thích câu cá ở River Dodder, cưỡi ngựa, bơi và đá bóng,  và chơi các trò chơi con trai và leo cây.
O'Hara rất quan tâm đến bóng đá, đến mức có lúc cô đã thúc giục cha mình thành lập một đội bóng nữ và tuyên bố rằng Glenmalure Park, sân nhà của Shamrock Rovers FC, đã trở thành "như một ngôi nhà thứ hai". Cô thích chiến đấu và được huấn luyện judo khi còn là một thiếu niên. Sau đó, cô thừa nhận rằng cô ghen tị với những chàng trai thời trẻ cùng sự tự do mà họ có và rằng họ có thể ăn trộm táo từ vườn cây ăn quả mà không gặp rắc rối.